# راسيل بويد
راسيل بويد (بالإنجليزية: Russell Boyd)‏ هو مصور سينمائي أسترالي، ولد في 21 أبريل 1944 في غيلونغ في أستراليا.

## وصلات خارجية
- راسيل بويد على موقع IMDb (الإنجليزية)
- راسيل بويد على موقع ألو سيني (الفرنسية)
- راسيل بويد على موقع أول موفي (الإنجليزية)
- راسيل بويد على موقع قاعدة بيانات الأفلام السويدية (السويدية)
- راسيل بويد على موقع قاعدة بيانات الفيلم (الإنجليزية)
- راسيل بويد على موقع كينوبويسك (الروسية)